# 卡爾斯堡子午望遠鏡

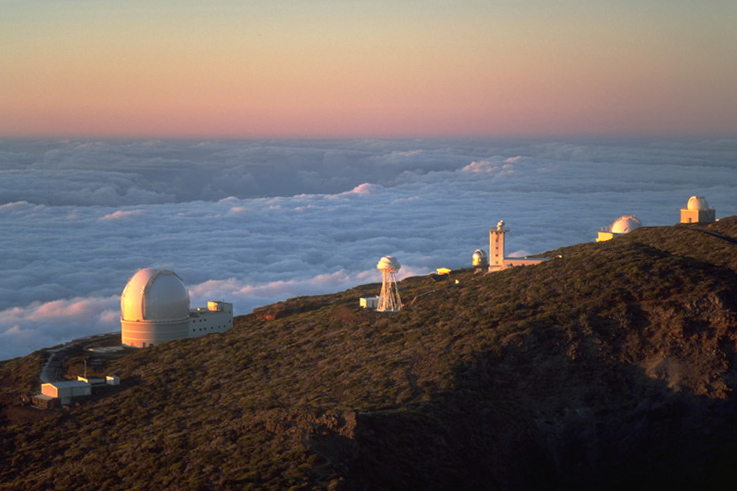
穆查丘斯羅克天文台的一部分，卡爾斯堡子午望遠鏡被安放在左下角最低的建築物內。

卡爾斯堡子午望遠鏡（卡爾斯堡自動子午儀的前身）是位於加那利群島中拉帕爾瑪島穆查丘斯羅克天文台的一架望遠鏡。它是子午儀，致力於高精度的光學天體位置測量。它現在已經除役，最後一夜的觀測是在2013年9月1日。 

## 外部連結
- Carlsberg Meridian Telescope (CMT)[] 官網
- CMT Data Catalogue

28°45′36″N 17°52′57″W / 28.75999°N 17.88243°W